# Lamadelaine
Lamadelaine (en luxemburgués: Rolleng; alemany: Rollingen) és una vila de la comuna de Pétange del districte de Luxemburg al cantó d'Esch-sur-Alzette. Està a uns 21 km de distància de la Ciutat de Luxemburg.
A la vila es troba l'antiga ciutat Titelberg dels romans i celtes.